# Castelo de Spiš
O Castelo de Spiš (em eslovaco:  Spišský hrad; em húngaro Szepesi vár; em alemão Zipser Burg) é um dos maiores castelos em ruínas da Europa Central.
Localiza-se no distrito de Spišská Nová Ves, no município de Žehra, região de Košice, Eslováquia.
Construído entre os séculos XIII e XIV, em estilo românico e gótico, o castelo faz parte do Patrimônio Mundial da UNESCO desde 1993.